# Landor (Agentur)

Das Logo von Landor

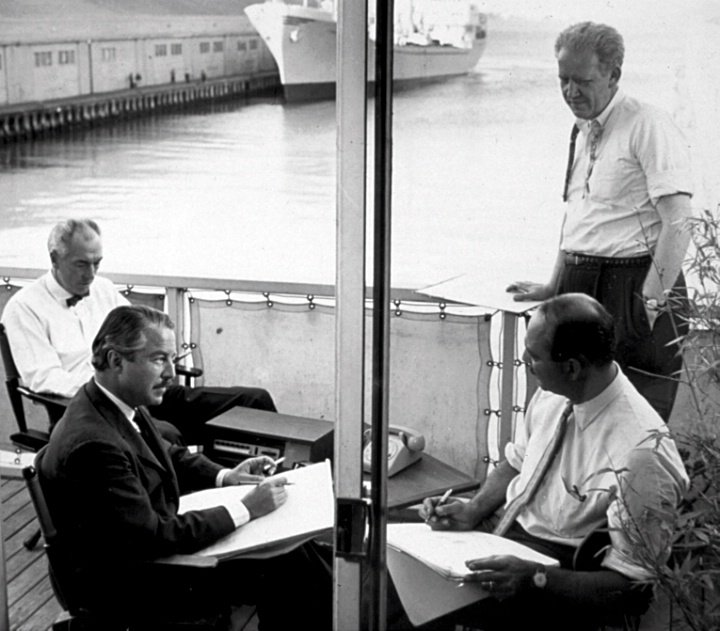
Schwimmendes Designstudio 1960

Landor ist ein internationales Fullservice-Designnetzwerk für Markenführung, Strategisches Design und Beratung. Gegründet wurde die Agentur Landor 1941 vom Deutschen Walter Landor (eigentlich Walter Landauer) in San Francisco als Landor Associates. Das ursprüngliche Firmenlogo beruhte auf dem 1964 von Walter Landor gekauften, ausrangiertem Fährschiff Klamath, das mehr als zwei Jahrzehnte in der Bucht von San Francisco als schwimmendes Designstudio und Firmenhauptsitz seinen Dienst verrichtete.
Das Unternehmen besitzt heute 32 Büros in Nord- und Südamerika, Asien, Europa und Australien. Der deutsche Sitz befindet sich in Hamburg.
Die Agentur gehört zum WPP-Netzwerk Young & Rubicam.
Anfang 2020 schloss sich die Agentur Landor mit der Agentur FITCH zusammen und firmiert anschließend unter dem Namen Landor & Fitch, kehrte aber bald wieder zu Landor zurück.

## Belege
1. ↑  Annual Report 2009 der Young & Rubicam Brand bei wpp.com, abgerufen am 7. August 2010
2. ↑  Landor and FITCH under one entity, but local country P&L said to remain separate, Branchenmeldung auf Marketing Interactive vom 14. Januar 2020.